# Supreme Ruler 2010
Supreme Ruler 2010 est un jeu vidéo de grande stratégie développé par BattleGoat Studios et sorti en 2005 sur Windows.

## Accueil
- GameSpot : 7,6/10[1]
- Jeuxvideo.com : 14/20[2]